# Timothy Busfield
Timothy Busfield (ur. 12 czerwca 1957 w Lansing) – amerykański aktor, reżyser i producent filmowy. Laureat nagrody Emmy 1991 za rolę Elliota Westona w serialu ABC Życie zaczyna się po trzydziestce (Thirtysomething, 1987–1991). 

## Życiorys

### Wczesne lata
Urodził się w Lansing w Michigan jako syn i sekretarki Jean Busfield i profesora wydziału teatralnego Rogera Busfielda. Wychowywał się z dwiema siostrami – Terry i Julią oraz bratem Buckiem. Uczęszczał do szkoły w East Lansing w Michigan. Naukę kontynuował w East Tennessee State University w Johnson City w Tennessee. Otrzymał tytuł doctor honoris causa z Michigan State University.

### Kariera
Występował na scenie w przedstawieniach.: Robin Goodfellow (1975) jako Puck w Johnson City w Tennessee, Talley i syn (1981) z nowojorskim Circle Repertory Company, A Life (1981) w Long Wharf Theatre w New Haven i off-Broadwayowskim Ryszardzie II (1982) jako Hotspur, Eugene i Stanley (1983) z Brighton Beach Memoirs w nowojorskim Alvin Theatre. W 1990 zastąpił Toma Hulce’a i zadebiutował na Broadwayu jako porucznik Daniel Kaffee w sztuce Aarona Sorkina Ludzie honoru (A Few Good Men).
Na ekranie po raz pierwszy pojawił się jako żołnierz z moździerzem w komedii wojennej Ivana Reitmana Szarże (Stripes, 1981) z Billem Murrayem. Potem brał udział w sitcomach - ABC Reggie (1983) jako Mark Potter i w CBS After MASH (1984), serialu FOX W pogoni za papierkiem (The Paper Chase) i operze mydlanej ABC Hotel (1985), serialu CBS Trapper John, M.D. (1984-86) dr John 'J.T.' McIntyre, sitcomie NBC Więzy rodzinne (Family Ties). W 1991 został uhonorowany nagrodą Emmy za kreację Elliota Westona, partnera biznesowego Michaela Steadmana (Ken Olin), który zmagał się z rakiem i niewiernością żony (Patricia Wettig) w serialu ABC Trzydzieści coś (Thirtysomething, 1987-1991). W serialu NBC Prezydencki poker (The West Wing, 1999–2006) wystąpił w roli Daniela „Danny’ego” Concannona, korespondenta Białego Domu dla The Washington Post. Zyskał także sympatię telewidzów jako Cal Shanley, dyrektor Studio 60 i ojciec dwójki dzieci, w serialu NBC Studio 60 (Studio 60 on the Sunset Strip, 2006–2007).
Wyreżyserował wiele odcinków seriali telewizyjnych, w tym Na starcie (2001), Lizzie McGuire (2001), Szminka w wielkim mieście (Lipstick Jungle, 2008) z Brooke Shields, Białe kołnierzyki (2009), Magia kłamstwa (2009), Zbrodnie Palm Glade (2010, 2011), Świry (2012), Franklin & Bash (2012), The Fosters (2013), Graceland (2015), Rosewood (2015),  Podejrzany (2015), The Night Shift (Nocna zmiana, 2015–2016) i Era Wodnika (2016).

## Życie prywatne
Jego pierwszą żoną była aktorka i reżyserka Radha Delamarter. Mają syna Wilsona. Rozwiedli się w 1986. 11 września 1988 poślubił projektantkę mody Jennifer Merwin, z którą ma córką Daisy i syna Samuela. W 2007 doszło do rozwodu. 24 kwietnia 2013 ożenił się z aktorką Melissą Gilbert, znaną z roli Laury Ingalls w serialu NBC Domek na prerii (Little House on the Prairie, 1974-82).

## Filmografia

### Filmy
- 1981: Szarże (Stripes) jako żołnierz z moździerzem
- 1984: Zemsta frajerów (Revenge of the Nerds) jako Poindexter
- 1987: Zemsta frajerów w raju (Revenge of the Nerds II: Nerds in Paradise) jako Poindexter
- 1989: Pole marzeń (Field of Dreams) jako Mark
- 1992: Szczere kłamstwo (Calendar Girl, Cop, Killer? The Bambi Bembenek Story, TV) jako Fred Schultz
- 1993: Pole rażenia' (Striking Distance) jako Tony Sacco
- 1994: Wielka mała liga (Little Big League) jako Lou Collins
- 1996: Syn prezydenta (First Kid) jako Woods
- 2002: Błąd ostateczny (Terminal Error) jako Elliot
- 2003: Parasol bezpieczeństwa (National Security) jako Charlie Reed

### Seriale TV
- 1983: Reggie jako Mark Potter
- 1984: After MASH jako Prentiss
- 1984: W pogoni za papierkiem (The Paper Chase) jako Barrett
- 1985: Hotel jako Robert Bianca
- 1984-86: Trapper John, M.D. jako dr John 'J.T.' McIntyre
- 1984: Więzy rodzinne (Family Ties) jako Doug
- 1986: Więzy rodzinne (Family Ties) jako młody Matt
- 1987: Matlock jako Adam Gardner
- 1987-91: Życie zaczyna się po trzydziestce (Thirtysomething)
- 1994: Ucieczka do raju (The Byrds of Paradise) jako Sam Byrd
- 1996: Nowe przygody Supermana (Lois & Clark: New Adventures of Superman) jako Spy Guy
- 1999–2006: Prezydencki poker (The West Wing) jako Danny Concannon
- 2000: Wszystkie moje dzieci (All My Children)
- 2002–2004: Nie ma sprawy (Ed) jako Lloyd Stevens
- 2004: Bez śladu (Without a Trace) jako Ed Felder
- 2005: Ekipa (Entourage) jako dyrektor TV
- 2010: Prawo i bezprawie jako Ray Backlund
- 2011: Prawo i bezprawie jako Daniel Carter
- 2012: Zaprzysiężeni (Blue Bloods) jako Charles Bynes
- 2013: Pułapki umysłu (Perception) jako George
- 2015: Podejrzany jako John Garner
- 2015: The Night Shift (Nocna zmiana) jako Shane